# Amplitude térmica

Mapa da oscilação térmica anual a nível global.

A amplitude térmica ou oscilação térmica é a diferença numérica entre os valores máximos e mínimos de temperatura observada em um determinado local durante um período de tempo (ex: durante um dia, um mês, um ano ou um século) ou pela média (a média de todas as faixas de temperatura durante um período de tempo). Este período pode ser diário, mensal, sazonal ou anual. Vários fatores influenciam a amplitude térmica do clima de uma região: insolação, cobertura de nuvens, humidade média, relevo, proximidade do mar e duração relativa de dias e noites. A variação da temperatura que ocorre entre o momento mais quente do dia e o momento mais frio da noite é denominada variação de temperatura diurna.

## Tipos
Dependendo do período coberto, é classificado em:
- A amplitude anual absoluta da temperatura é a diferença entre a temperatura mais alta e a mais baixa em um determinado ano em uma estação meteorológica.[5]
- A amplitude média anual da temperatura é a diferença entre a temperatura média do mês mais quente e do mês mais frio do ano em uma estação meteorológica.[6]
- Amplitude de temperatura diária é a diferença de temperatura em um intervalo de tempo contínuo de 24 horas em uma estação meteorológica.[7]

## Influências na amplitude térmica
As grandes amplitudes térmicas anuais são características de climas continentais, onde o oceano não regula (ou pouco) regula a variação sazonal da energia fornecida pelo sol (a regulação é feita graças à inércia térmica da água). Por outro lado, a amplitude térmica tenderá a ser baixa perto do oceano e do equador (energia solar constante). Por exemplo, a amplitude térmica anual de Singapura é geralmente inferior a 10° C.
Os fatores favoráveis a uma grande amplitude diária são, em particular, o relevo (noites muito frias por fenômenos de inversão), a umidade (um clima seco regulará menos a temperatura), a latitude (quanto mais próximo do equador, quanto maior for a variação da energia fornecida pelo sol entre o dia e a noite). O vento (que pode substituir rapidamente uma massa de ar frio por uma massa de ar quente, ou vice-versa), também pode desempenhar um papel. O clima marítimo (úmido) tem amplitude diária mais ou menos igual a 10 ° C, enquanto o continental pode ter várias dezenas de graus.

## Recordes
O recorde mundial de amplitude térmica absoluta anual é 104,4° C, medido em Verkhoyansk, Sibéria Oriental (com um mínimo de −67,7° C no inverno e um máximo de +36,7 ° C no verão).
O registro de amplitude em um dia é 55,50° C (de 6,70° C a −48,8° C) em Browning (Montana) nos Estados Unidos de 23 a 24 de janeiro de 1916. Certos lugares do globo combinam influências diárias e anuais que dão amplitudes térmicas diárias comumente acima de 25° C, como Cabul, Afeganistão.
A mudança mais rápida na temperatura é 27° C em 2 minutos, medido em Spearfish, Dakota do Sul nos Estados Unidos, em 22 de janeiro de 1943 (−20° C a 7° C) durante um Chinook no sopé das Black Hills.